# Vindicación Feminista
Vindicación Feminista (en català, Vindicació Feminista) va ser una revista, editada a Espanya en llengua castellana. Fundada per Carmen Alcalde i Lidia Falcón a la mort del dictador Franco, l'any 1976, es va editar fins al 1979. La dirigia Carmen Alcalde i hi van col·laborar, entre d'altres, Maruja Torres, Carmen Sarmiento, Inés Alberdi, Isabel Steva -Colita-, Anna Maria Moix, Antonina Rodrigo, Magda Oranich, Núria Pompeia, Montserrat Roig, Pilar Aymerich i Sara Presutto.

## Naixement deVindicación Feminista
La idea de crear aquesta publicació va ser de Lidia Falcón quan es trobava empresonada a la presó de Yeserías, imputada per l'atemptat comès per Euskadi Ta Askatasuna -ETA- al carrer Correos de Madrid.; després d'una sèrie de converses amb la periodista Carmen Alcalde, amb Anna Maria Moix i amb Marisa Híjar, van acordar treure al carrer una publicació que propiciés el debat, la informació i la denúncia sobre la situació de la dona i que també coordinés les diferents organitzacions de dones. Vindicación Feminista es va presentar com una revista autònoma i plural al servei de tot el moviment feminista.
Durant dos anys, de juliol de 1976 a juliol de 1978, la revista va aparèixer de forma regular arribant a publicar trenta números en els tres anys de la seva existència. Tanmateix va tenir dificultats a causa de la Ley de Prensa que encara es trobava vigent i, el número 15, va patir ordre de segrest i tres processos judicials. Malgrat aquests problemes legals Vindicación Feminista va mantenir el seu esperit crític en temes com la Constitució o la forma d'Estat i va esdevenir un referent important del feminisme durant la transició.
Les lleis franquistes havien considerat les dones com a menors d'edat que havien de passar de la custòdia del pare a la del marit. La dona havia de ser servicial, abnegada i submisa; se li reservava el rol de mestressa de casa sotmesa a l'autoritat de l'home i s'havia de dedicar a la cura del fills. La dictadura havia suprimit les normes republicanes per la igualtat de drets per legislar contra la dona.

## Seccions i continguts deVindicación Feminista
La revista es va centrar en l'anàlisi de l'actualitat a través d'articles, reportatges i entrevistes amb les quals es difonien les seves reivindicacions en defensa de les dones. Els temes més presents van ser els legals, els polítics i els culturals. S'emprava la ironia, el sarcasme i la paròdia per transmetre un missatge crític a través de l'humor. Una mostra era la secció "Nena, no t'enfilis" a càrrc d'Anna Maria Moix i en la qual es burlava dels valors de la família tradicional.
Aquesta publicació apostava per informar i educar a partir de relats sobre dones lluitadores que havien trencat els esquemes tradicionals de la feminitat. Aquestes històries havien de servir per acabar amb els comportaments considerats propis de la condició femenina.

## Redactores i col·laboradores deVindicación Feminista
En el primer consell de redacció hi apareixien els Col·lectius Feministes de Madrid i de Barcelona i feministes a títol individual com Empar Pineda, coneguda representant del Moviment Comunista de Catalunya. El nucli més compromés en l'edició de la revista es reduïa a una dotzena de dones. Lidia Falcón actuava com a gerent però era la principal impulsora i patrocinadora de la publicació; Carmen Alcalde era la directora i redactora dels nombrosos textos signats com Vindicación; Marisa Híja fou la subdirectora i l'encarregada de les seccions de política nacional i internacional; Anna Estany es va encarregar de la secretaria de redacció i de l'apartat Hemeroteca; Anna M. Moix va redactar articles per a diferents seccions de la revista; Encarna Sanahuja i Regina Bayo eren les responsables de la secció Mujeres del Mundo; Maria José Raqué tenia cura de la crítica de cinema, televisió i teatre, tasques compartides amb Gumer Fuentes i Itziar Alberdi, mentre Sara Presutto era l'autora de la tira còmica i Isabel Steva -Colita- la fotògrafa habitual de la publicació. Altres col·laboradores freqüents van ser: Alicia Fajardo, Soledad Balaguer, Rosa Montero, Victoria Sau, Nativel Preciado, Marta Pessarrodona, Antonina Rodrigo, Carmen Larraburu, Núria Beltrán i Maite Goicoechea.

## El tancament deVindicación Feminista
En no aconseguir-se la creació d'una comunitat que unís totes les activistes, ni la difusió suficient per garantir la supervivència de la publicació, després de vint-i-nou números i tres anys de vida, Vindicación Feminista va desaparèixer perquè no era rendible.
Lidia Falcón, en tancar aquesta revista, va fundar-ne una altra: Poder y Libertad. El 1979 es va crear també l'editorial Vindicación Feminista Publicaciones, que el 2010 encara existia i era dirigida per Lidia Falcón i Elvira Siurana.
El 2010 coincideixen una exposició sobre aquesta revista a Donostia i l'estrena, al Festival Internacional de Cine i Drets Humans de Donostia, del documental Vindicación, de Susana Koska, també sobre Vindicación Feminista.